# Kinoa
A rizsparéj (latinul Chenopodium quinoa) a disznóparéjfélék családjába tartozó, egynyári, lágy szárú növény. Ehető magjáért és leveleiért már az inkák is termesztették. Úgynevezett álgabona (pszeudocereália), rendszertanilag nem tartozik a gabonafélékhez. Az ehető növények közül közeli rokona a cékla, a spenót és az amaránt. Az Andokban, Peru, Bolívia, Ecuador, Kolumbia és Chile területén őshonos.
A betakarítást követően a magokat feldolgozzák, hogy eltávolítsák a keserű ízű, szaponinokat tartalmazó bevonatát. Magja gluténmentes, széles körben használható – köretként, puffasztott változatban stb. –, felhasználása a rizséhez hasonló.

## Külseje
A kinoa 1-2 méter magas  kétszikű, lágy szárú növény. Fás központi szára fajtától függően elágazó vagy nem elágazó, zöld, piros vagy lila színű lehet. Levele is ehető, a spenótra emlékeztető. Magjai körülbelül 2 mm átmérőjűek, fajtától függően fehér, piros vagy fekete színűek.
Az ENSZ által elfogadott 2011. december 22-i 66/221-es határozat 2013-at a kinoa nemzetközi évének mondta.